# カゴメラビオ
カゴメラビオ株式会社（英: KAGOME LABIO CO., LTD.）は、かつて存在した日本のチルド飲料製造会社。

## 概要
愛知県小牧市に本社を置くチルド飲料製造会社でカゴメの連結子会社であった。
元々は雪印乳業（現・雪印メグミルク）の子会社であったが、2002年（平成14年）に株式がカゴメに譲渡されたためカゴメの子会社となったが2009年（平成21年）3月1日付で吸収合併された。
カゴメへの資本入り後に、すぐき漬けに含まれるラブレ菌を活用した乳酸菌飲料「植物性乳酸菌ラブレ」を開発。
2006年3月の発売からカゴメ吸収後の現在まで小牧工場にて製造を行っている。

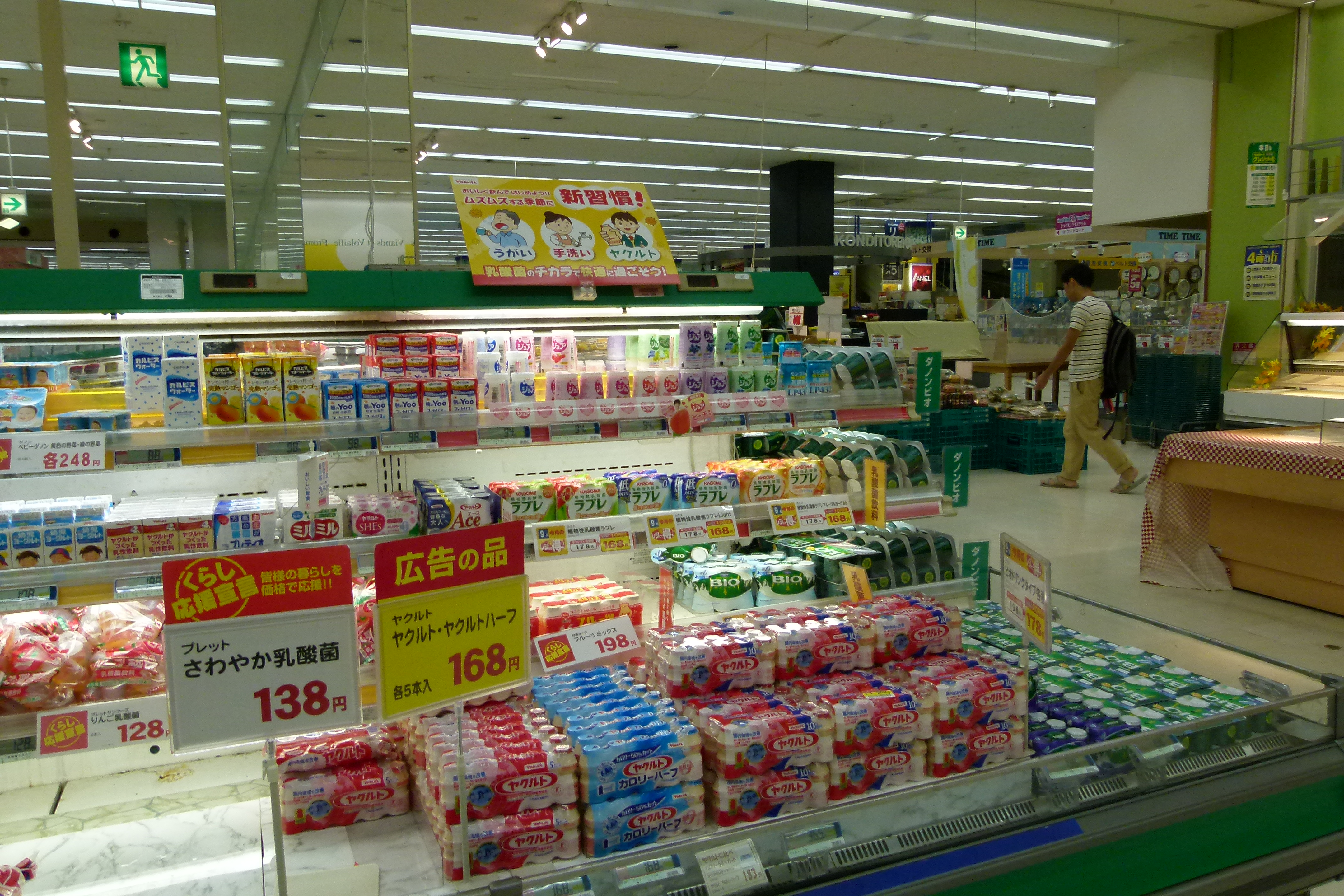
店内で売られている様子（2013年）

## 沿革
- 1960年7月13日 - 「雪印ローリー株式会社」として設立。
- 1961年 - 「名古屋雪印牛乳販売株式会社」に商号を変更。
- 1968年 - 雪印ローリー株式会社に商号を再度変更。
- 1990年10月 - 静岡雪印牛乳株式会社と合併。
- 1998年 - 名古屋工場がHACCPの認定工場となる。
- 2001年 - 「雪印ラビオ株式会社」に商号を変更。
- 2002年 - 雪印乳業株式会社から発行済み全株式をカゴメ株式会社が取得。
- 2003年3月 - 「カゴメラビオ株式会社」に商号を変更。
- 2003年12月1日 - カゴメ株式会社と営業機能を統合し生産子会社化。
- 2004年 - ISO 14001認証を取得。
- 2005年 - ISO 9001認証を取得。
- 2009年3月1日 - カゴメ株式会社に吸収合併。

## 事業所
- 本社・名古屋工場（愛知県小牧市）
- 静岡工場（静岡県三島市）
- 物流部・小牧倉庫（愛知県小牧市）